# Alnus jorullensis
Alnus jorullensis là một loài thực vật có hoa trong họ Betulaceae. Loài này được Kunth mô tả khoa học đầu tiên năm 1817.